# Mariam Petrosyan
Œuvres principales
- La Maison, dans laquelle

Mariam Petrosyan (arménien : Մարիամ Պետրոսյան, russe : Мариам Петросян), née le 10 août 1969 à Erevan, est une romancière arménienne écrivant en russe. Elle est l'auteur du livre primé Дом, в котором…, publié en 2009 aux éditions Livebook et traduit en français en 2016 sous le titre La Maison dans laquelle.

## Biographie
Mariam Petrosyan naît en 1969 à Erevan, capitale de l'Arménie, alors une république soviétique qui faisait encore partie de l'URSS.
Après des études d’art, pendant lesquelles elle suit une formation de graphiste. Elle travaille vingt ans sur des films d’animation (d’abord au studio d’Armenfilm, puis chez Soyuzmultfilm, à Moscou, et de nouveau à Armenfilm).
Elle crée des personnages ont d’abord pris vie sous forme de dessins avant de s’épanouir par le texte. Ils deviendront les héros de La Maison dans laquelle, qu'elle rédige en russe.

## RomanLa Maison dans laquelle
Mariam Petrosyan travaille à son roman une dizaine d’années, réécrivant le livre plusieurs fois, sans pourtant avoir l’intention de le publier. Vers la fin des années 1990, elle laisse le manuscrit à des amis. Quinze ans plus tard, après être passé de lecteurs en lecteurs, le texte est donné à un éditeur qui y jette un œil par politesse avant de le dévorer en quelques jours. À sa sortie en 2009, le livre est nommé et lauréat de nombreux prix. Il devient rapidement un best-seller. Depuis, la communauté de ses fans ne cesse de grandir.
La Maison dans laquelle est le seul roman de Mariam Petrosyan, paru en France aux éditions Monsieur Toussaint Louverture ; elle affirme ressentir un grand vide depuis sa parution,,,.
Le roman dépeint un étrange internat pour enfants et adolescents un peu spéciaux, qui vont vivre des aventures épiques, jusqu'à leurs dix-huit ans, l'âge de leur sortie. Là, ils seront confrontés à l’épreuve la plus douloureuse : retourner dans le monde et mettre fin à ces vies extraordinaires qu’ils se sont bâties. Cette perspective les terrorise,.

## Conte de fées
À ce jour, le seul autre ouvrage de Mariam Petrosyan est un petit conte de fées intitulé Le Chien qui pouvait voler (Russe: «Сказка про собаку, которая умела летать», 2014).